# Sendberg
Der Sendberg ist eine bewaldete, langgestreckte flache Kuppe von 339 m ü. NHN Höhe in der Gemarkung von Todenhausen, einem Ortsteil von Frielendorf im nordhessischen Schwalm-Eder-Kreis.

## Geographie und Verkehr
Der wegen seiner Form und Bewaldung markante Berg liegt, wie eine umgestülpte Untertasse von etwa 1 km Durchmesser, inmitten eines ansonsten intensiv landwirtschaftlich genutzten Gebiets etwa 1,5 km westlich von Frielendorf, unmittelbar südlich des Frielendorfer Ortsteils Welcherod und unmittelbar nördlich von Todenhausen im Frielendorfer Hügelland (Naturraum 343.12) am Nordwestrand des Knüllgebirges. Unweit westlich des Sendbergs liegt die Kuppe des unbewaldeten Appelsbergs (294,8 m ü. NN).
Die Landesstraße L3152 (Dillicher Straße) von Frielendorf nach Welcherod und Dillich führt im Nordosten, die Kreisstraße K 53 von Frielendorf nach Todenhausen und weiter nach Neuenhain im Südwesten an dem Berg vorbei. Die Bundesstraße 254 verläuft im Zuge des nördlichsten Zweiges der ehemaligen Straße durch die Langen Hessen zwischen Frielendorf und dem Sendberg von Südwesten nach Nordosten.
Von Welcherod führt eine Straße auf den Berggipfel, von Todenhausen ein befahrbarer Waldweg.
Am Waldrand von Welchrod befindet sich ein kleiner Menhir.

## Geschichte
Auf dem Sendberg befand sich die Malstätte des im Jahre 1233 erstmals urkundlich erwähnten mittelalterlichen Gerichts auf dem Sendberg, das wahrscheinlich aus einem gleichnamigen Zentgericht hervorging. Auch fanden auf dem Berg Sendgerichte des bei Frielendorf gelegenen Chorherrenstifts Spieskappel und der Mainzer Erzbischöfe statt. Das Gericht wurde wohl gegen Ende des 13. Jahrhunderts unter Landgraf Heinrich I. von Hessen nach Frielendorf bzw. an den Spießturm verlegt und dem Amt Homberg untergeordnet, wo Widekind von Holzheim im Jahre 1273 als der erste Amtmann bezeugt ist. Es wurde in der Folge teils als „Gericht Frielendorf“, teils als „Gericht am Spieß“ oder „Gericht Spieskappel“ bezeichnet.